# Olivier III de Clisson
Pour les articles homonymes, voir Olivier (homonymie) et Clisson (homonymie).
Olivier III de Clisson, né vers 1280 et mort en 1320, fils d'Olivier II de Clisson, est un seigneur breton.

## Biographie
Il épouse en 1299, Isabeau de Craon (1278 - 30 juillet 1350), fille de Maurice V de Craon et de Mahaud de Malines. De ce mariage est issu : 
- Olivier IV de Clisson, décapité le 9 août 1343 sur ordre du roi de France Philippe VI de Valois, qui l'avait convié à Paris sous prétexte d'un tournoi, et au mépris d'une trêve signée peu de temps auparavant (trêve de Malestroit). Le roi l'accusait en effet d'avoir trahi la cause de Charles de Blois.

## Sources
- « Olivier III de Clisson », Prosper Levot, Biographie bretonne, recueil de notices sur tous les bretons qui se sont fait un nom, 1852-1857 [détail des éditions], (t. I, p. 358) sur Infobretagne.com
- Grandes seigneuries de Haute-Bretagne (par le Chanoine Guillotin de Corson)